# Current (Bahamy)
Current – miejscowość na Bahamach, na wyspie Eleuthera, w jej północnej części. Jej nazwa wzięła się od prądów, płynących przez Current Cut, oddzielający miejscowość od Current Island.
W miejscowości znajduje się kościół metodystów, park imienia Rolanda Symonette, oraz poczta służąca także jako biblioteka. Current Cut odwiedzają nurkowie, ze względu na jego dużą głębokość, oraz prędkość prądów morskich. 
Miejscowość obsługuje port lotniczy North Eleuthera.

## Historia
Current jest jedną z najstarszych osad na Eluetherze. Prawdopodobnie William Sayle zostawił tu grupę kolonistów w 1648 roku, w drodze do Cupid’s Cay, podczas pierwszej angielskiej próby skolonizowania wyspy.
16 grudnia 1898 roku, w Current urodził się Rolland Symonette, pierwszy premier Bahamów. W 2024 roku, miejscowość zamieszkiwał Eddie Minnis.

## Galeria

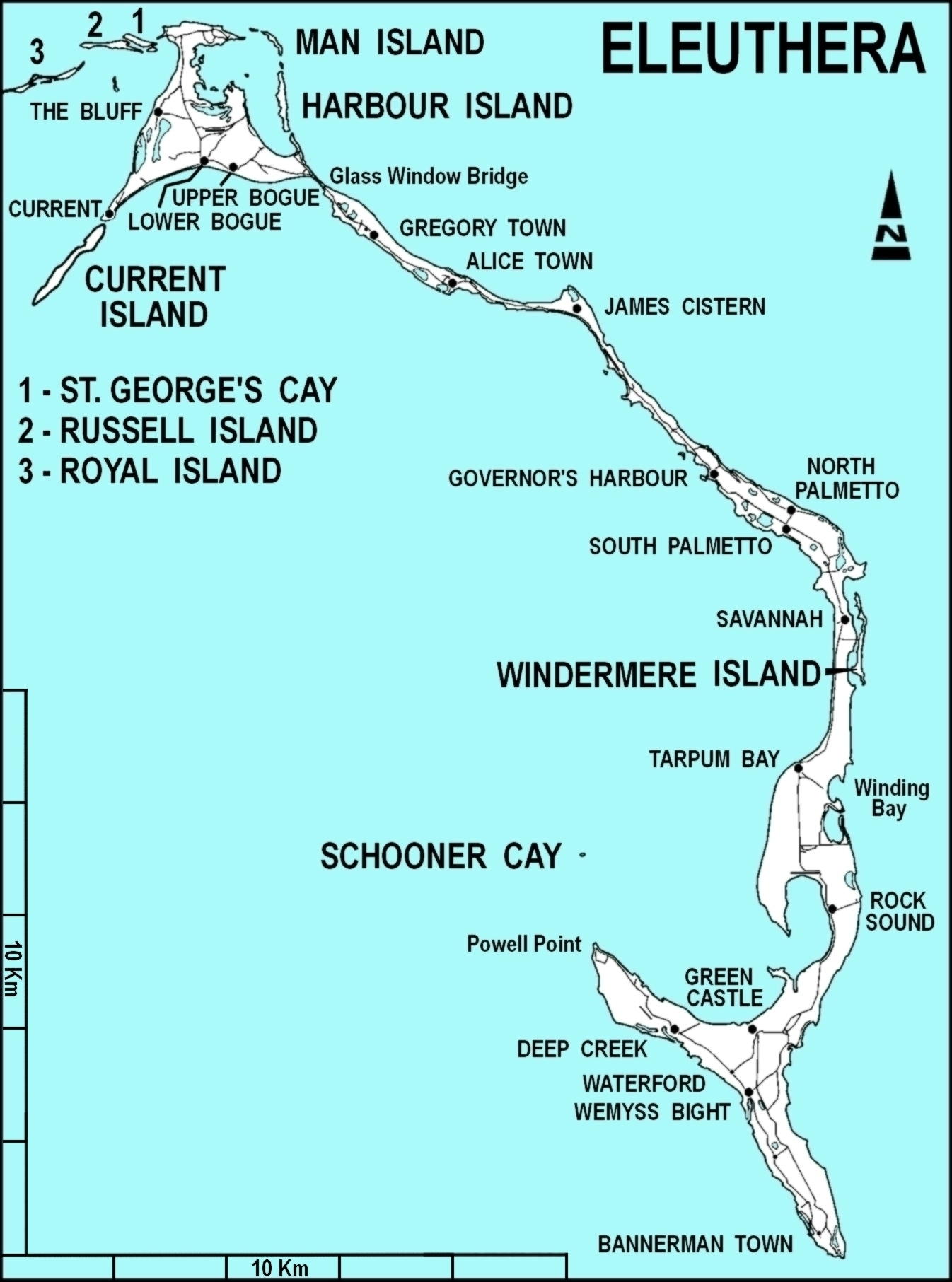
Położenie na mapie wyspy
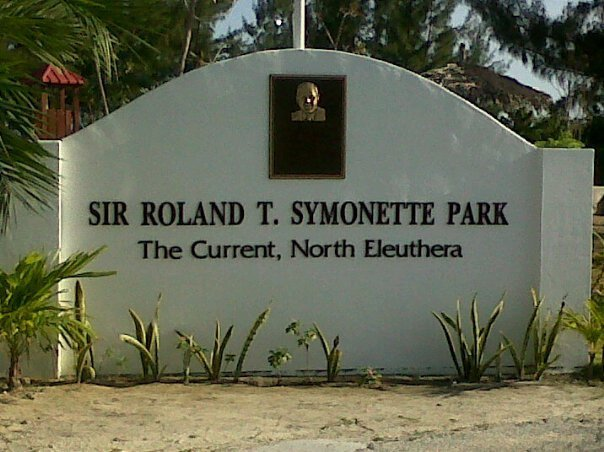
Park imienia Rolanda Symonette